# Каланхое войлочное
Каланхое войлочное (лат. Kalanchoe tomentosa) — вид суккулентных растений рода Каланхоэ, семейства Толстянковые.

## Описание

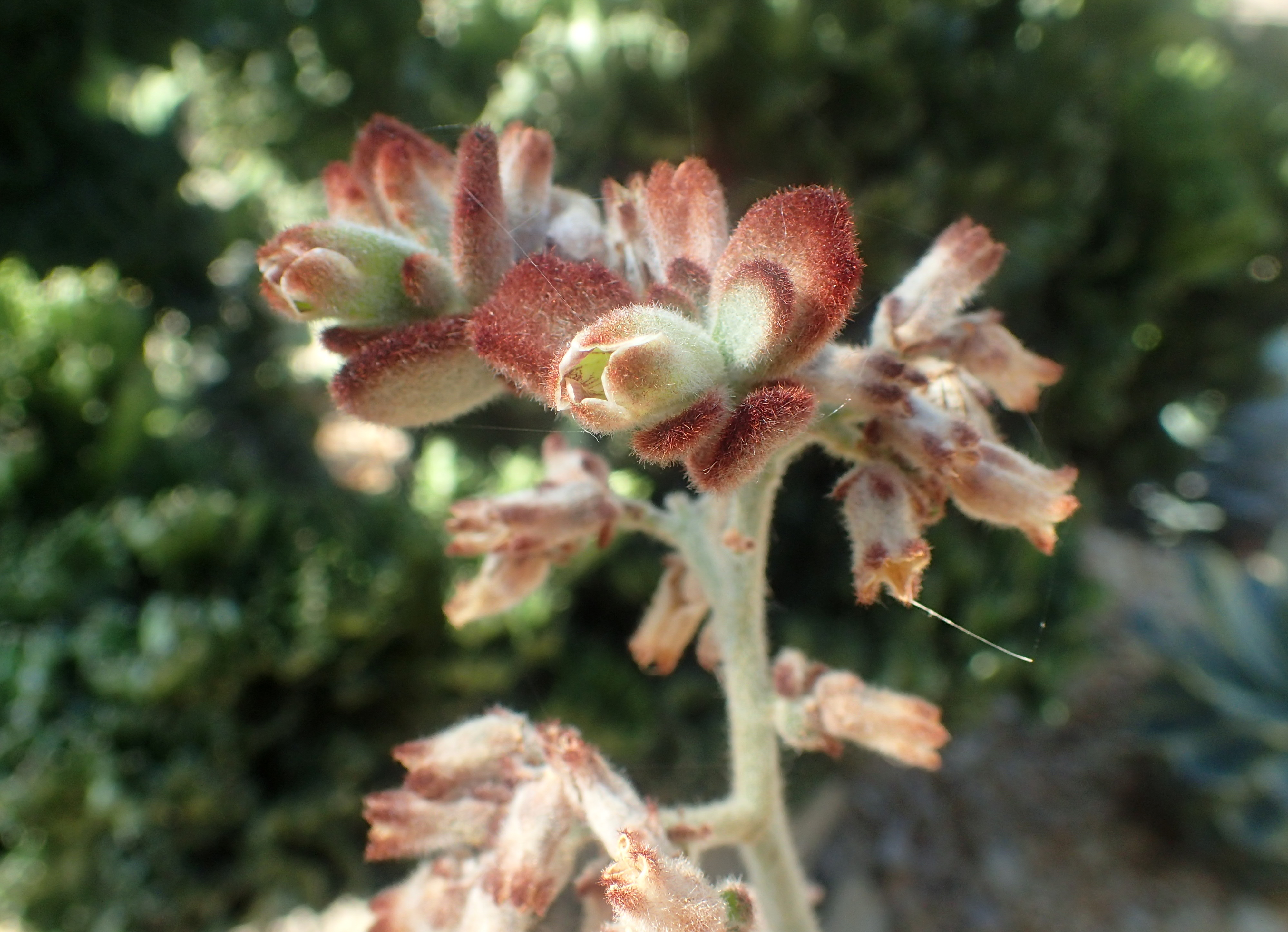
Соцветие

Это медленно растущее суккулентное растение может достигать 1 метра в высоту. Всё растение покрыто тонкими белыми волосками, что придает ему пушистый вид. Листья толстые, продолговато-ланцетные, вогнутые с нижней стороны. Апикальное поле покрыто темно-коричневыми пятнами, совпадающими с толстыми зубцами краев.
Цветет весной на верхушечных стеблях без листьев, из которых выходит несколько трубчатых соцветий лососевого или розового цвета.

## Распространение
Природный ареал: Мадагаскар. Полукустарник, произрастает в основном в сезонно засушливых тропических биомах.

## Таксономия
Kalanchoe tomentosa Baker, J. Bot. 20: 110 (1882).

#### Этимология
Kalanchoe: название рода имеет китайское происхождение.
tomentosa: от латинского tomentosus = «густо-шерстяной»; войлочный.

#### Синонимы
Гетеротипные (основанные на разных номенклатурных типах):
- Bryophyllum triangulare Blanco (1845)

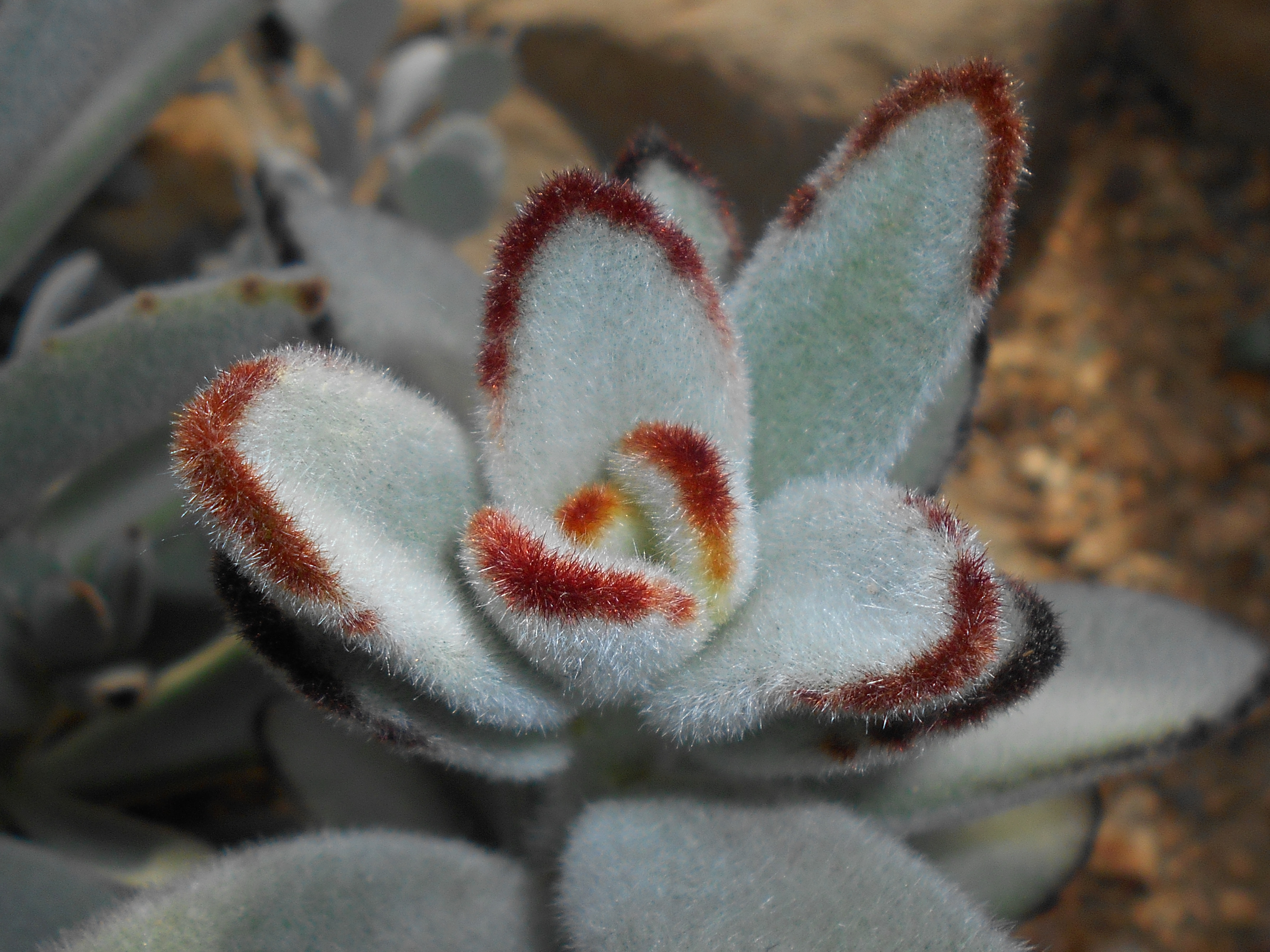
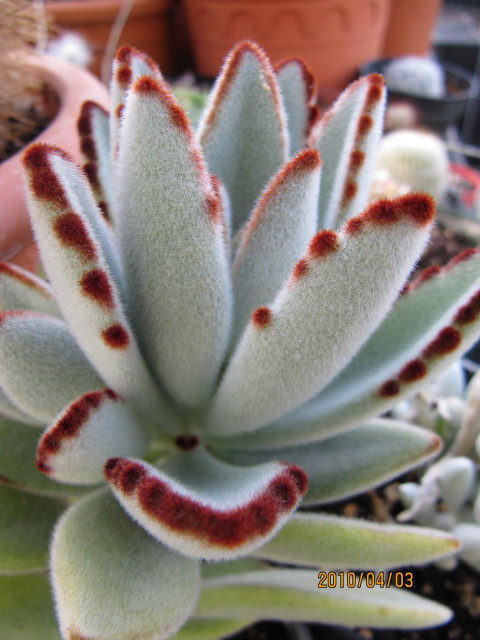
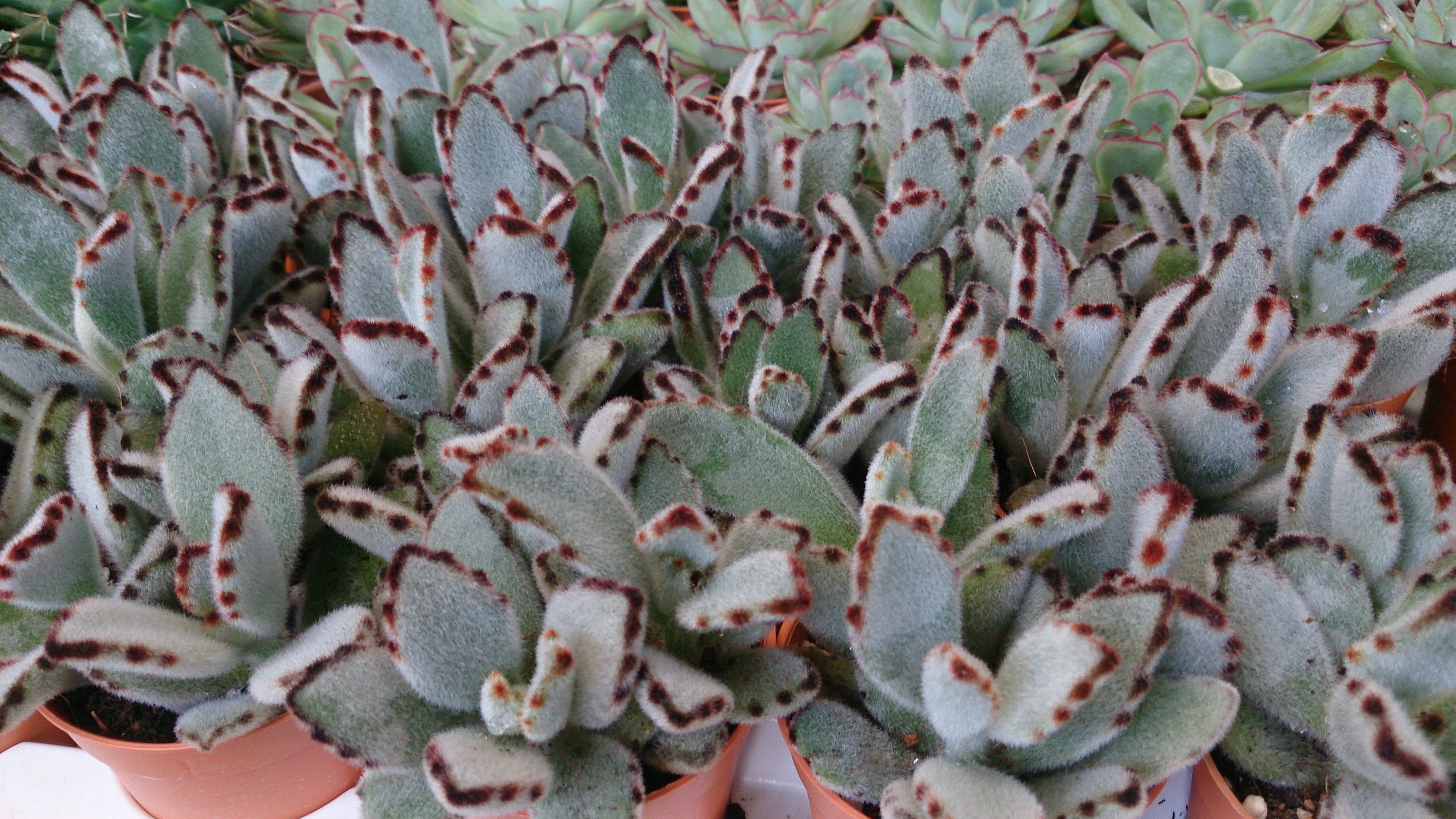

## Выращивание
Вид обычно выращивают как комнатное растение из-за его своеобразного внешнего вида. Как и остальные Толстянковые, требует умеренного полива, хорошо дренированного субстрата с добавлением торфа или опавших листьев и солнечного или полутенистого местоположения.